# Pardalinops marmorata
Pardalinops marmorata is een slakkensoort uit de familie van de Columbellidae. De wetenschappelijke naam van de soort is voor het eerst geldig gepubliceerd in 1839 door Gray.